# Giuseppe Stefanini
Giuseppe Stefanini (Firenze, 26 gennaio 1882 – Orciatico, 14 settembre 1938) è stato un geografo, geologo e paleontologo italiano.

## Biografia

### Formazione e carriera
Allievo di Carlo De Stefani, nel 1906 Stefanini si è laureato in scienze naturali all'Istituto di studi superiori di Firenze, presso il quale, nel 1908, ha conseguito anche il diploma di perfezionamento in geologia. Da quella data al 1911 ha svolto attività di ricerca, come assistente, nella scuola di geografia della stessa città, mentre nel 1912 si è specializzato con Gustave-Émile Haug alla Sorbona di Parigi.
Vincitore del premio "Querini Stampalia", nel 1913 ha conseguito, a Padova, l'abilitazione alla libera docenza di geologia. Due anni più tardi, e dopo aver compiuto ricerche stratigrafiche e idrologiche in Somalia, è tornato a Firenze, dove nell'Istituto di studi superiori ha tenuto corsi di geologia e geografia fisica, mentre nell'Istituto superiore di Magistero, in particolare fra il 1919 e il 1923, ha insegnato agraria e scienze naturali.
Nel 1924, anno della sua seconda attività di ricerca africana, sempre in Somalia, è stato nominato professore ordinario di geologia all'Università di Cagliari, dove è rimasto per poco più di un anno, prima di essere trasferito all'Università di Modena. Qui Stefanini, separata la sezione mineralogica da quella geologica, ha curato il museo geologico, impreziosendolo di importanti pezzi. A fine 1929, al rientro dell'ennesimo ma non ultimo viaggio in Africa (in Sudafrica), ha ottenuto la cattedra di geologia all'Università di Pisa, dove è rimasto sino alla morte. Il predetto ateneo conserva, a lui intestato, un cospicuo fondo miscellaneo.
A Pisa ha diretto, dal 1930 al 1938, il periodico «Palaeontographia Italica», che era stato fondato da Mario Canavari nel 1895. Socio corrispondente dell'Accademia dei Lincei e della Società geografica italiana, Stefanini è stato vicepresidente della Société géologique de France nel 1933 e presidente della Società geologica italiana nel 1935.

### Attività scientifica
Già prima della discussione della laurea, Stefanini ha avuto modo di pubblicare ricerche di etnologia, fisiografia, geografia e geotettonica, a testimonianza di una versalità non comune. E non a caso la sua attività di studioso, osservatore attento e sistematico, sono state sempre caratterizzate da un armonioso intreccio interdisciplinare, "contaminato" di criteri biologici ed ecologici.
Nel campo prettamente paleontologico, nel triennio che va dal 1907 al 1909 ha compiutamente descritto gli echinidi fossili di diverse aree italiane (Emilia) ed estere (Malta), in particolare nel triennio 1907-1909, e ha pubblicato un corposo saggio sugli invertebrati del miocene friulano
Particolare importanza acquista, nella sua opera, il bagaglio di africanista, formatosi durante missioni ed esplorazioni compiute nell'arco di un ventennio, e segnatamente nel 1913, 1924, 1929 e 1933-35. Da qui è originata, infatti, la maggior parte delle sue collezioni di rocce e fossili - in particolare del cretaceo e del terziario, sia della Libia che dell'Egitto, nonché del mesozoico della Somalia, ma anche del Karakorum - e il vasto materiale di ricerca confluito in pubblicazioni, quali la monumentale Paleontologia della Somalia (due tomi usciti tra il 1931 e il 1939) e in altri contributi sull'Africa orientale, anche a carattere squisitamente geologico, come la realizzazione della Carta geologica dell'Etiopia, della Somalia e dell'Eritrea. Le sue ricerche geomorfologiche, geologiche e idrologiche della Cirenaica, dove peraltro, nel 1935, ha organizzato e diretto la quarantottesima riunione della Società Geologica Italiana, sono state molto scrupolose.
Nel campo geologico ha condotto ricerche stratigrafiche e tettoniche nelle provincie di Bologna e di Modena, per poi soffermarsi sul neogene del Veneto e del Friuli. Ha anche pubblicato, con il collega Ardito Desio, un volume su Rodi e le isole egee uscito per la UTET nel 1928.